# Polleniopsis sarcophagoides
Polleniopsis sarcophagoides är en tvåvingeart som först beskrevs av Walker 1861.  Polleniopsis sarcophagoides ingår i släktet Polleniopsis och familjen spyflugor. Inga underarter finns listade i Catalogue of Life.